# Rainer Nickel

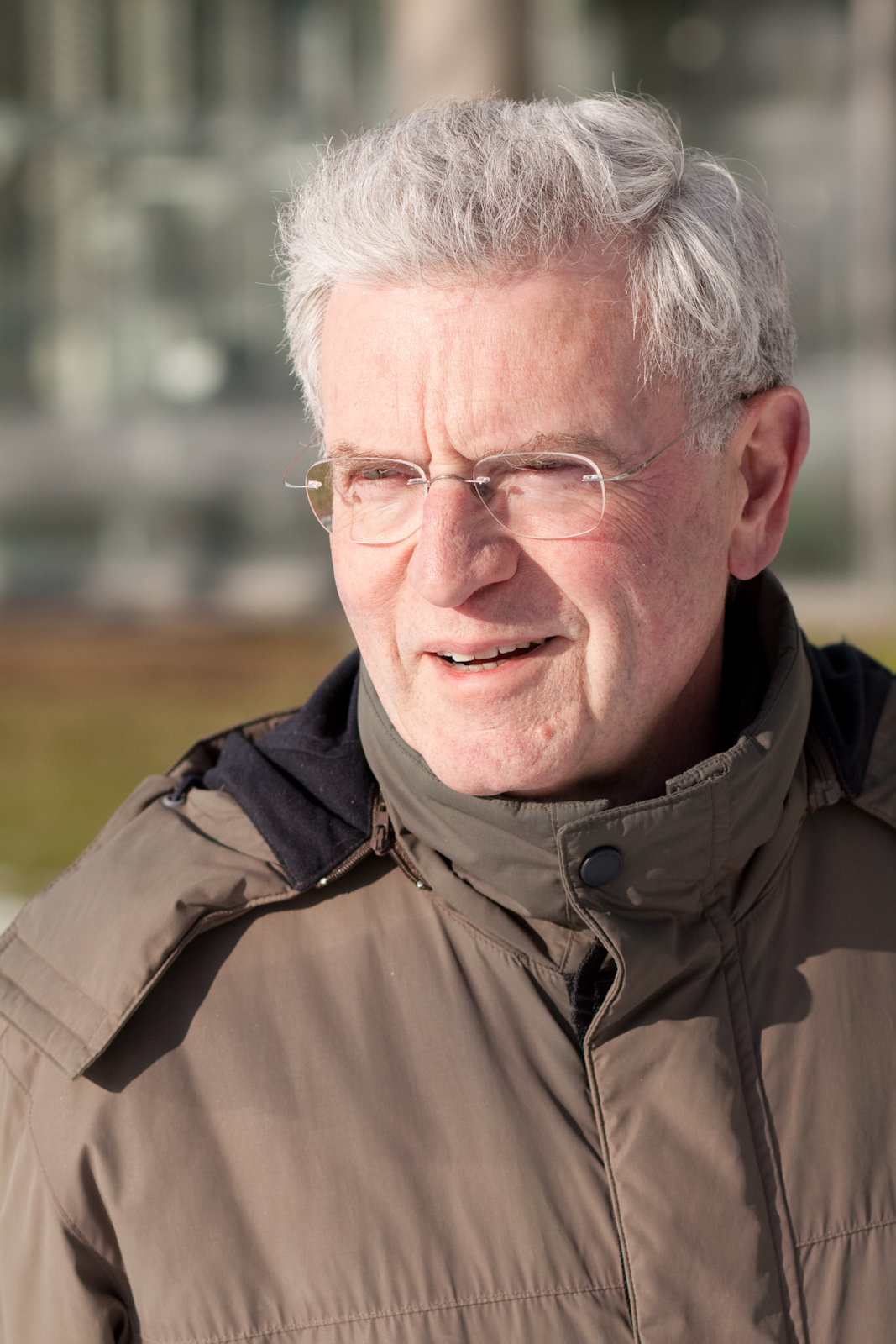
Rainer Nickel (2010)

Rainer Nickel (* 10. Juli 1940 in Korbach) ist ein deutscher Altphilologe und Didaktiker.

## Leben
Nickel studierte von 1960 bis 1965 Klassische Philologie an der Universität Marburg und an der Freien Universität Berlin. 1965 legte er das Erste, 1968 das Zweite Staatsexamen ab und arbeitete anschließend bis 1969 als Wissenschaftlicher Assistent an der Freien Universität, wo er 1970 mit der Dissertation Das Begriffspaar Besitzen und Gebrauchen promoviert wurde. Von 1969 bis 1972 unterrichtete er am Berlinischen Gymnasium zum Grauen Kloster. Von 1972 bis 1977 organisierte er die Lehrerfortbildung am Landesinstitut Schleswig-Holstein für Praxis und Theorie der Schule (IPTS), unterrichtete an mehreren Kieler Schulen und nahm einen Lehrauftrag an der TU Berlin für die Fachdidaktik der Alten Sprachen wahr. Von 1977 bis 1982 unterrichtete er an der Theologischen Akademie Celle/Hermannsburg, von 1983 bis 1984 am Goethe-Gymnasium in Berlin-Wilmersdorf. 1985 ging er als Schulleiter an das Göttinger Max-Planck-Gymnasium. Von 1999 bis 2004 nahm er zusätzlich einen Lehrauftrag für Fachdidaktik der Alten Sprachen an der Georg-August-Universität Göttingen wahr. 2005 trat er in den Ruhestand. Seit 2008 nimmt Nickel einen Lehrauftrag an der Philipps-Universität Marburg wahr.
Der Fachwelt ist Nickel besonders durch seine Schriften zur Didaktik des altsprachlichen Unterrichts, seine Übersetzungen, Lehrbücher, sein Lexikon der antiken Literatur (1999; 4. vollst. überarb. und aktual. Aufl. 2025 [mit Boris Hogenmüller]) und sein Lexikon zum Lateinunterricht (2001) bekannt. Er ist Mitherausgeber der Fachzeitschrift Der Altsprachliche Unterricht.